# Копко Максим
Копко Максим (*1859, Галичина — †1919, Харків) — український композитор, греко-католицький священник у Перемишлі. Батько Петра Копка.

## З життєпису
Автор численних хорових творів: кантата «Гамалія» на слова Тараса Шевченка (1894), церковні та світські пісні, музика до вистав.
Видавав «Бібліотеку Музикальну» у Перемишлі.
З 1900 по 1907 в Перемишлі для потреб місцевої громади вийшло друком в друкарні Уделовой і Лазаря 14 книг, які нині дуже рідкісні і в державних бібліотеках не зафіксовані:
1. Св. Літургія (напев церковно-народная)(укр).26 січня 1900. (получила Вища Церковна Рада Краю для шкіл) Ціна 50 сот.
2. Під твою милість.Напев старинний. Ціна 25 сот.7 жовтня 1901. (получила Вища Церковна Рада Краю для шкіл).
3.На рождество Христово (коляди). Ціна 25 сот.7 жовтня 1901. (получила Вища Церковна Рада Краю для шкіл).
4.5. Школа народна ч. I і II.Ціна 50 сот. 3 січня 1901. (получила Вища Церковна Рада Краю для шкіл).
6. На св. великий пост..Ціна 25 сот. 09.02.1903 Поширено по рідних школах.
7.Наши думи — Наши пісні. Ціна 25 сот.
8.Закладайте хори!(Чим є спів в читальні) Музикальність нашого народу. Спів хоральний. Школа музики і співу. Ціна 10 сот.
9. Тропарі воскресни. Ціна 25 сот. Поширено по рідних школах 09.02.1905
10. Ноч Віфліємска. (Хори і соля). Ціна 50 сот.
11.На Воскресеніє Христове. Ціна 25 сот. Поширено по рідних школах 09.02.1905
12.Коляди. Ціна 25 сот.
13. Школа народна ч. ІІІ і IV. Ціна 50 сот. Поширено по рідних школах 06.11.1906
14.М(аксим). Копко. САМОУЧКА. Бібліотека музикальна. Методологічний підручник по наукі співу по нотах. ПЕРЕМИШЕЛЬ. 1907 рік. Печатня Уделовой і Лазаря.
У 1918 році на запрошення сина Петра Копка переїхав до Харкова. Наступного року був розстріляний більшовиками, могила не збереглася.
Брат Максима Копка — Йосип Копко — також був композитором.